# Бассейн (озеро)
Бассейн — озеро в Карагандинской области в Каркаралинских горах, в 6 км к юго-западу от города Каркаралинск. Расположено на высоте 1200 м над уровнем моря вблизи озера Шайтанколь. По форме схоже с плавательным бассейном. Длина 60 м, ширина 40 м, средняя глубина 2 м. Южный берег, образован гранитами, высокий, обрывистый; западный, северный и восточный берега — низкие. Наполняется атмосферными осадками. Вода прозрачная, пресная. Туристско-рекреационная зона.